# Xilousuchus
Xilousuchus – rodzaj archozaura z grupy rauizuchów (Rauisuchia) żyjącego we wczesnym triasie na obecnych terenach Azji. Został opisany w 1981 roku przez Wu Xiaochuna w oparciu o niekompletny szkielet (IVPP V6026) obejmujący kości czaszki, kręgi, żebra, obojczyk i pazur. Skamieniałości te odkryto jesienią 1977 roku w osadach formacji Heshanggou w prowincji Shanxi w Chinach.
Xilousuchus osiągał średnie rozmiary, miał długą szyję i długi ogon. Czaszka była lekko zbudowana, prosta i wydłużona. Uzębienie było typowe dla drapieżnych Archosauriformes: zęby są bocznie spłaszczone, zakrzywione ku tyłowi i mają ząbkowania na przedniej i tylnej krawędzi. Xilousuchus miał na grzbiecie wysoki „żagiel” zbudowany z wyrostków kolczystych. Szwy neurocentralne w kręgach szyjnych holotypu są zamknięte, a kości zauszna i bocznopotyliczna zrośnięte, co sugeruje, że osobnik ten jest w pełni dojrzały.
Wu początkowo zaklasyfikował Xilousuchus do rodziny Proterosuchidae i sugerował, że jest on blisko spokrewniony z rodzajami Chamsatosaurus i Elaphrosuchus. W 1996 roku Gower i Sennikow przeprowadzili analizę filogenetyczną według której Xilousuchus należy do grupy Erythrosuchidae, a jego najbliższym krewnym jest Vjushkovia. Analiza tych autorów wykorzystywała jednak wyłącznie cechy puszki mózgowej – późniejsze analizy, oparte na większej liczbie cech, wskazują, że Xilousuchus zajmuje na drzewie filogenetycznym archozauromorfów bardziej zaawansowaną pozycję – według nich jest przedstawicielem kladu Poposauroidea z parafiletycznej grupy Rauisuchia. Prawdopodobnie Xilousuchus jest blisko spokrewniony z arizonazaurem, innym archozaurem z żaglem na grzbiecie, i być może również z innymi podobnymi rauizuchami, takimi jak Ctenosauriscus, Bromsgroveia i Hypselorhachis (Lotosaurus jest bliżej spokrewniony z Shuvosauridae).
Wiek osadów formacji Heshanggou, z których wydobyto holotyp i jedyny znany okaz Xilousuchus, na podstawie danych palinomorfowych i biostratygraficznych oceniany jest na olenek lub początek anizyku, co oznacza, że Xilousuchus jest najstarszym znanym archozaurem.